# Cornillon-Confoux
Cornillon-Confoux – miejscowość i gmina we Francji, w regionie Prowansja-Alpy-Lazurowe Wybrzeże, w departamencie Delta Rodanu.
Według danych na rok 1990 gminę zamieszkiwało 1060 osób, a gęstość zaludnienia wynosiła 71 osób/km² (wśród 963 gmin regionu Prowansja-Alpy-W. Lazurowe Cornillon-Confoux plasuje się na 371. miejscu pod względem liczby ludności, natomiast pod względem powierzchni na miejscu 596.).